# شيدي ريكوردز
تسجيلات شيدي (Shady Records) هو اسم شركة إنتاج موسيقي تأسست في سنة 2000 بواسطة إيمينيم وبول روسنبيرج وبتوزيع من شركة إنتر سكوب وتنتج الشركة اغاني من نوع الهيب هوب. وهي جزء من مجموعة يونيفرسال الموسيقية.

## المغنين
- إيمينيم وهو أشهر وأفضل مغني شيدي وانجحهم ولم يصدر أي البوم من خلالها بل كان يصدر الالبومات في شركة افترماث بمشاركة شركة شيدي للإنتاج الفني.
- 50 سنت انضم للشركة سنة 2002 واصدر 3 البومات من خلال هذه الشركة ولديه أيضا شركةجي يونت.
- دي 12 فريق إيمينيم هو أحد اعضائة وإنضم الفريق مع إنشاء الشركة سنة 2000 وتم إصدار عدد 2 البوم.
- أوبي ترايس وانضم سنة 2000 واصدر البومين.
- كيشيز انضم سنة 2006 واصدر البوم وحيد.
- ستات كو انضم سنة 2006 ولم يصدر أي البوم حتى الآن.
- بوبي كريك واتر انضم سنة 2005 ولم يصدر أي البوم حتى الآن.
- بوقي انضم سنه 2017 واصدر البوم وحيد حتى الآن.

## وصلات خارجية
- الموقع الرسمي
- جي يونت
- افتر ماث
- انتر سكوب